# 斧鑕粗面介
斧鑕粗面介（学名：Traehyleberis fujyh）为粗面介科粗面介屬下的一个种。